# Padules
Padules es una localidad y municipio español de la provincia de Almería, Andalucía. Su extensión es de 27 km² y tiene una densidad de 19,37 hab/km². Se encuentra situada a una altitud de 754 metros y a 52 kilómetros de la capital de provincia, Almería.

## Toponimia
El significado del nombre de Padules es el de pequeños manantiales o pequeñas lagunas.

## Geografía física
| Noroeste: Almócita | Norte: Beires y Canjáyar | Nordeste: Canjáyar |
| Oeste: Almócita    |                          | Este: Canjáyar     |
| Suroeste: Almócita | Sur: Dalías              | Sureste: Canjáyar  |

### Orografía
El municipio se encuentra en el valle entre Sierra Nevada (España) y Sierra de Gádor, que es cruzado por el río Andarax, que corta antiguas terrazas fluviales. Aparecen margas blancas intercaladas con calizas, arenas, limos y conglomerados.

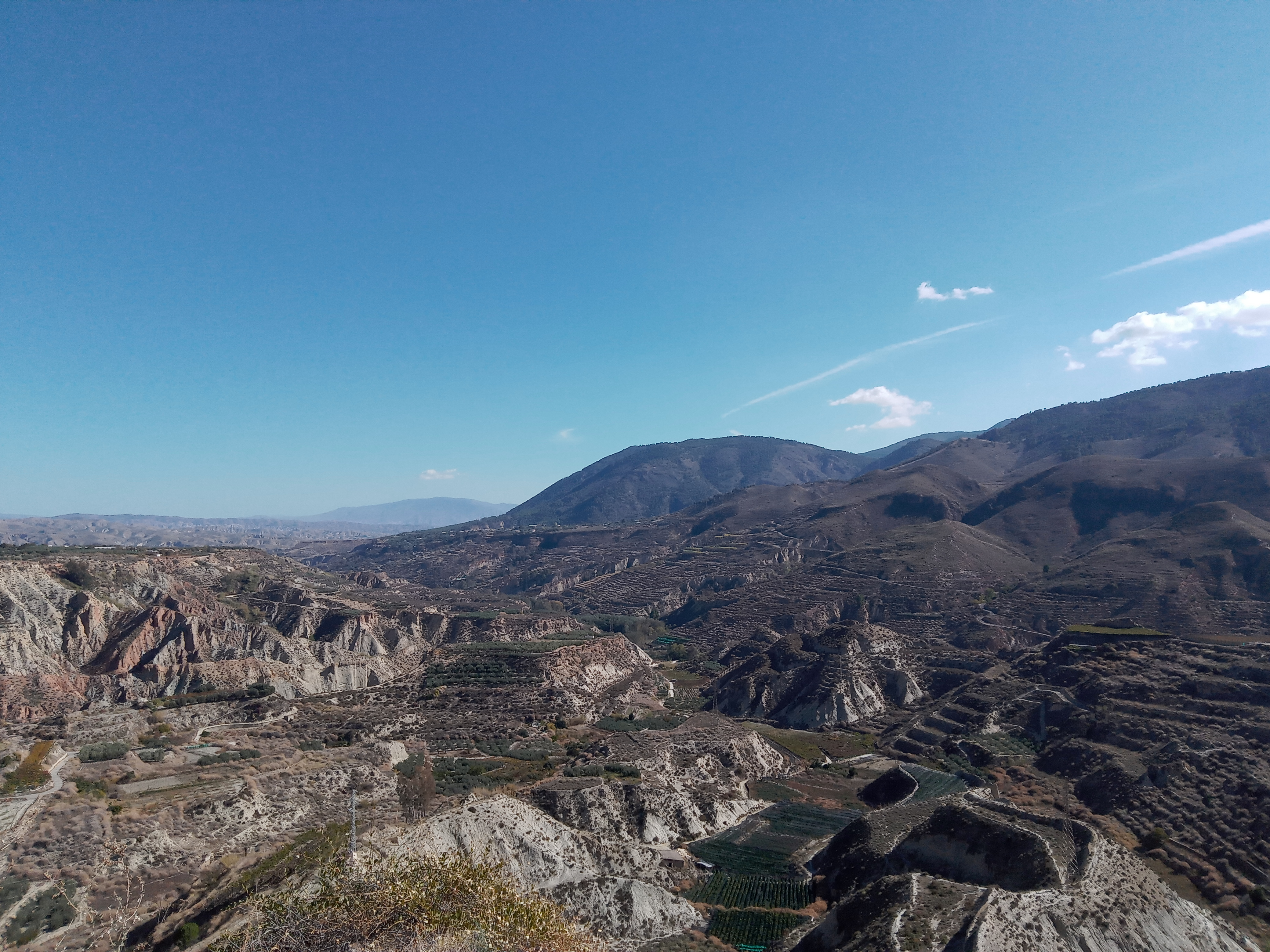
Vistas del tajo Faraite

### Riesgos naturales
El municipio de Padules todavía no cuenta con un PTEL que cumpla con la Ley 5/2010 sobre autonomía local.

## Naturaleza

### Flora
En las zonas de ribera se encuentran chopos, fresnos, sauces arbustivos y zarzales de orlas. En la zona de monte abundan los lentiscos y acebuches.

### Zonas protegidas

#### Parque natural de Sierra Nevada
El municipio se encuentra dentro del parque natural de Sierra Nevada en su parte norte, el cual destaca por sus elementos geológicos y una diversidad floral muy importante.

#### Las Canales de Padules
Es un monumento natural declarado en 2019. Tiene una extensión de 9,63 hectáreas. Es de tipo geológico y destaca por su valor paisajístico-ambiental. El río Andarax modeló a su paso el paisaje, creando una garganta en la que se encuentran pozas, saltos de agua y todo tipo de estructuras de interés geológico. Asimismo destaca una vegetación de ribera formada por fresnos, álamos y sauces. Dentro de esta protección se encuentra la garganta de «Los Canjorros», donde se unen a cada lado de la angostura Sierra Nevada y Gádor.

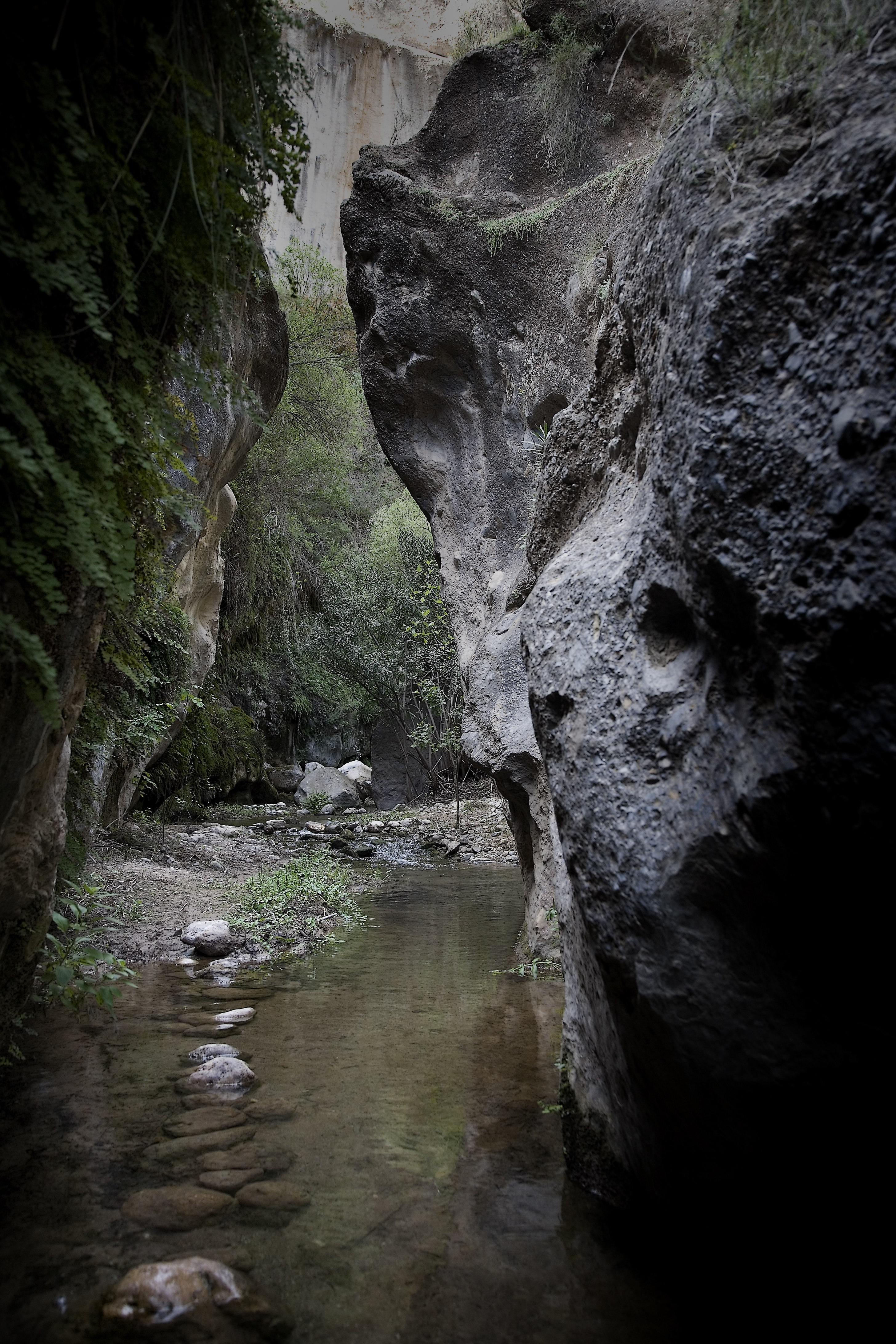
Los Canjorros
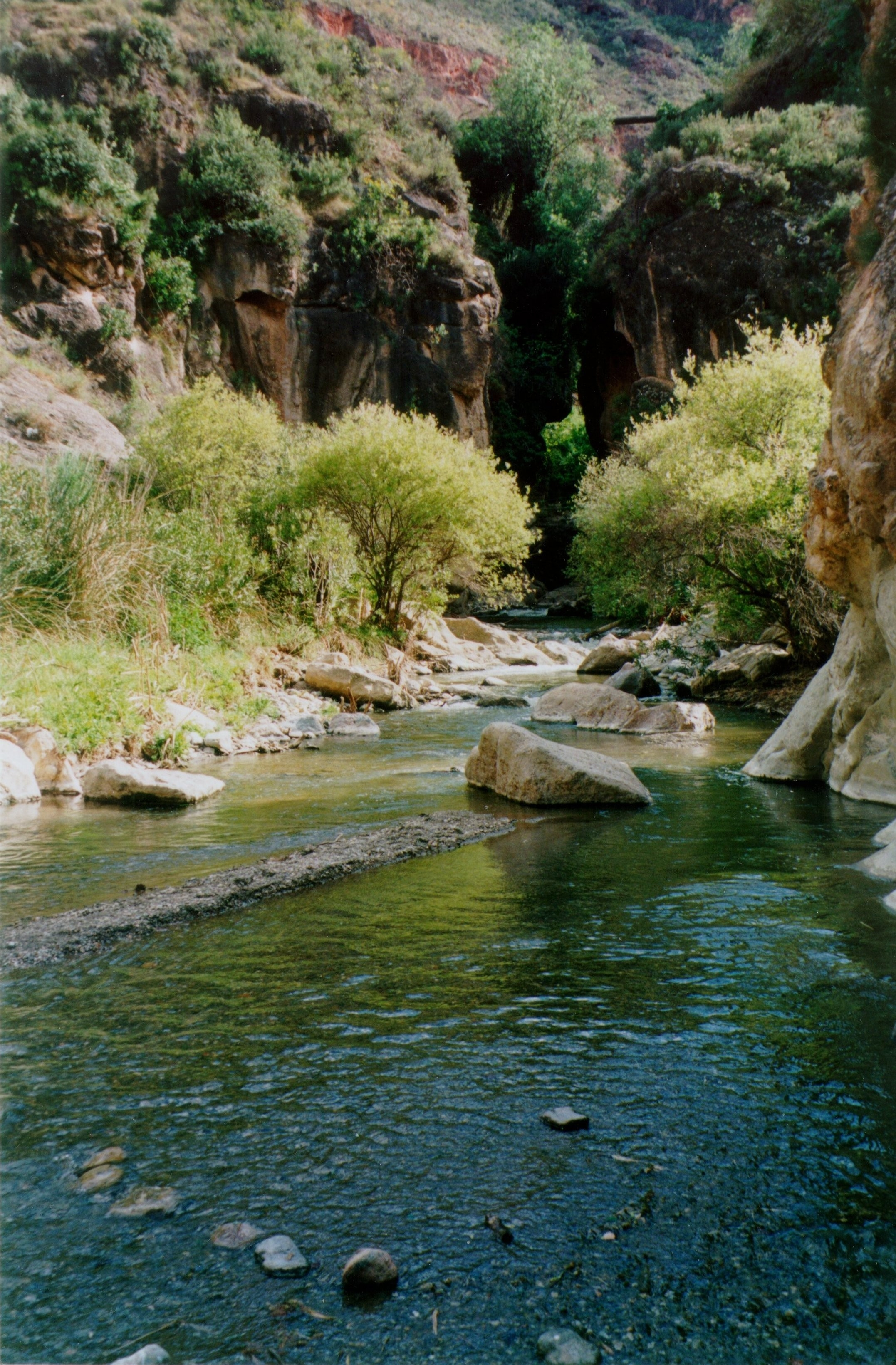
Las Canales
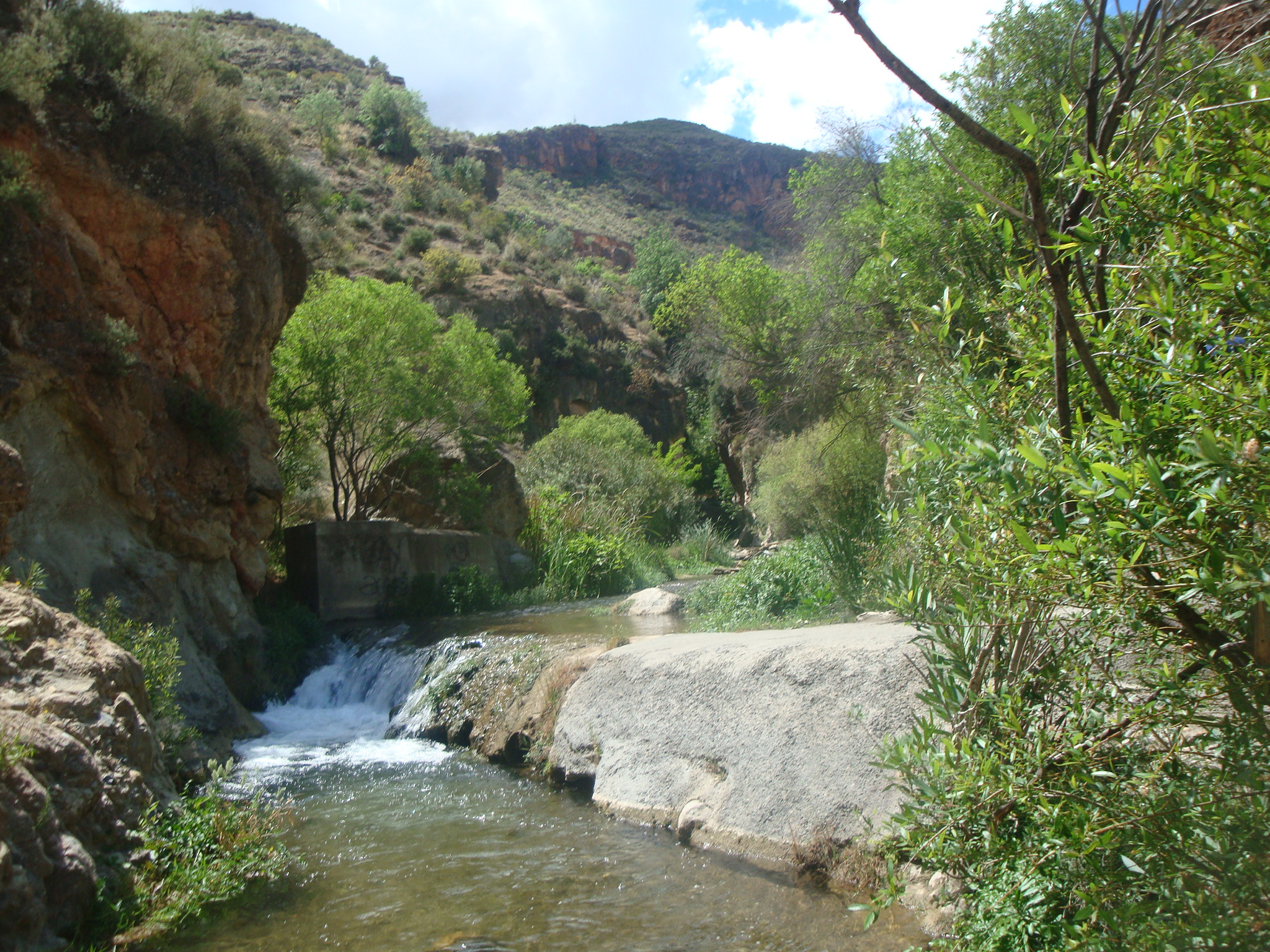
Las Canales
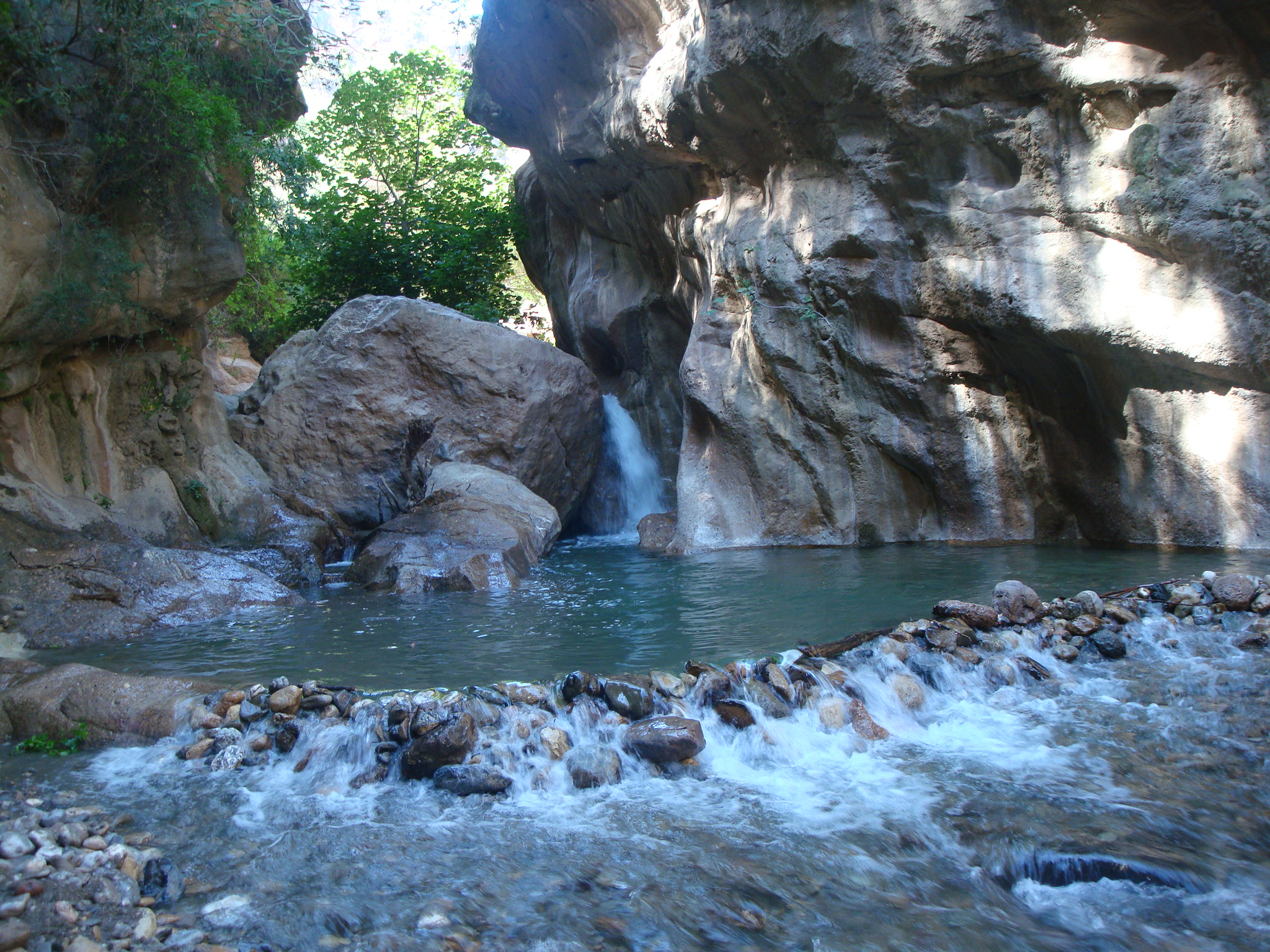

#### ZEC Sierra de Gádor y Enix
El municipio en su parte sur se encuentra protegido por la zona especial de conservación «Sierras de Gádor y Enix», caracterizadas por albergar varios hábitats de interés comunitario, entre ellas, 5 son de carácter prioritario. Entre la fauna destaca la cabra montés, el murciélago ratonero patudo y las rapaces. Entre la flora destacan bosques de pinares mediterráneos y endémicos de pino negro.

## Geografía humana

### Organización territorial
El municipio carece de cualquier otro núcleo de población.

### Demografía
Cuenta con una población de 440 habitantes (INE 2024).
| Gráfica de evolución demográfica de Padules entre 1842 y 2021                                                         |
| |
| Población de derecho según los censos de población del INE. Población de hecho según los censos de población del INE. |

### Economía

#### Evolución de la deuda viva municipal
| Gráfica de evolución de Deuda viva del Ayuntamiento de Padules entre 2008 y 2020                                |
| |
| Deuda viva del Ayuntamiento de Padules en miles de Euros según datos del Ministerio de Hacienda y Ad. Públicas. |

## Administración y política

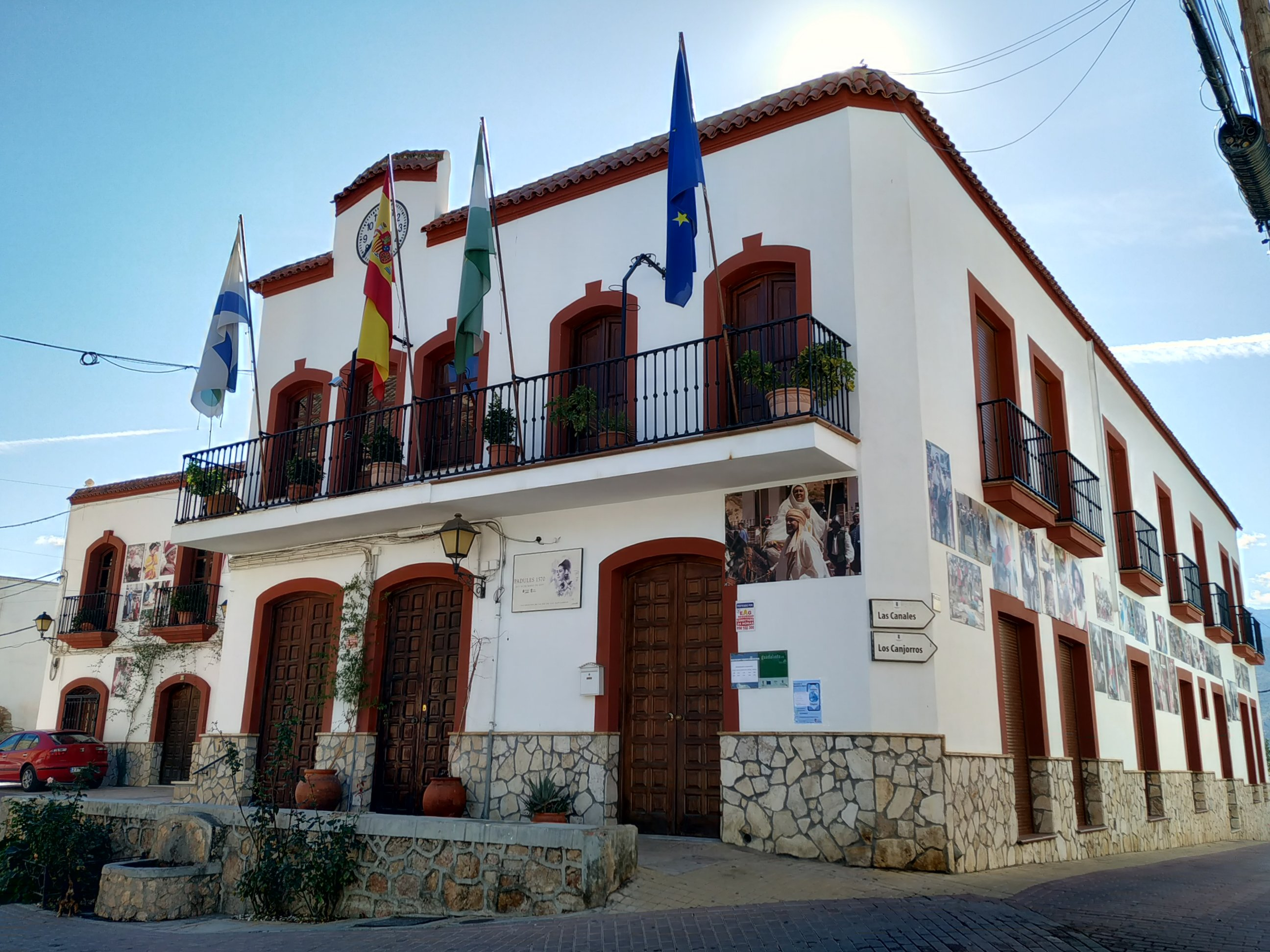
Casa consistorial de Padules en 2021

| Partido | Partido                                  | 2019    | 2019       | 2015    | 2015       |
| Partido | Partido                                  | % Votos | Concejales | % Votos | Concejales |
| ------- | ---------------------------------------- | ------- | ---------- | ------- | ---------- |
|         | Partido Socialista Obrero Español (PSOE) | 66,35 % | 5          | 76,54 % | 6          |
|         | Partido Popular (PP)                     | 32,06 % | 2          | 20,99 % | 1          |

| Legislatura | Nombre                                                             | Partido Político |
| ----------- | ------------------------------------------------------------------ | ---------------- |
| 1979-1983   | Juan Arcos Arcos                                                   | UCD              |
| 1983-1987   | Miguel Muñoz Arcos Juan Francisco Andrés Romero                    | PSOE             |
| 1987-1991   | Francisco Andrés Sánchez                                           | PSOE             |
| 1991-1995   | Francisco Andrés Sánchez                                           | PSOE             |
| 1995-1999   | Francisco Andrés Sánchez                                           | PSOE             |
| 1999-2003   | Emilio Cobo Barea (1999-2001) Antonio Gutiérrez Romero (2001-2003) | PSOE             |
| 2003-2007   | Antonio Gutiérrez Romero                                           | PSOE             |
| 2007-2011   | Antonio Gutiérrez Romero                                           | PSOE             |
| 2011-2015   | Antonio Gutiérrez Romero                                           | PSOE             |
| 2015-2019   | Antonio Gutiérrez Romero                                           | PSOE             |
| 2019-2023   | Antonio Gutiérrez Romero                                           | PSOE             |
| 2023-act.   | Antonio Gutiérrez Romero                                           | PSOE             |

## Servicios públicos

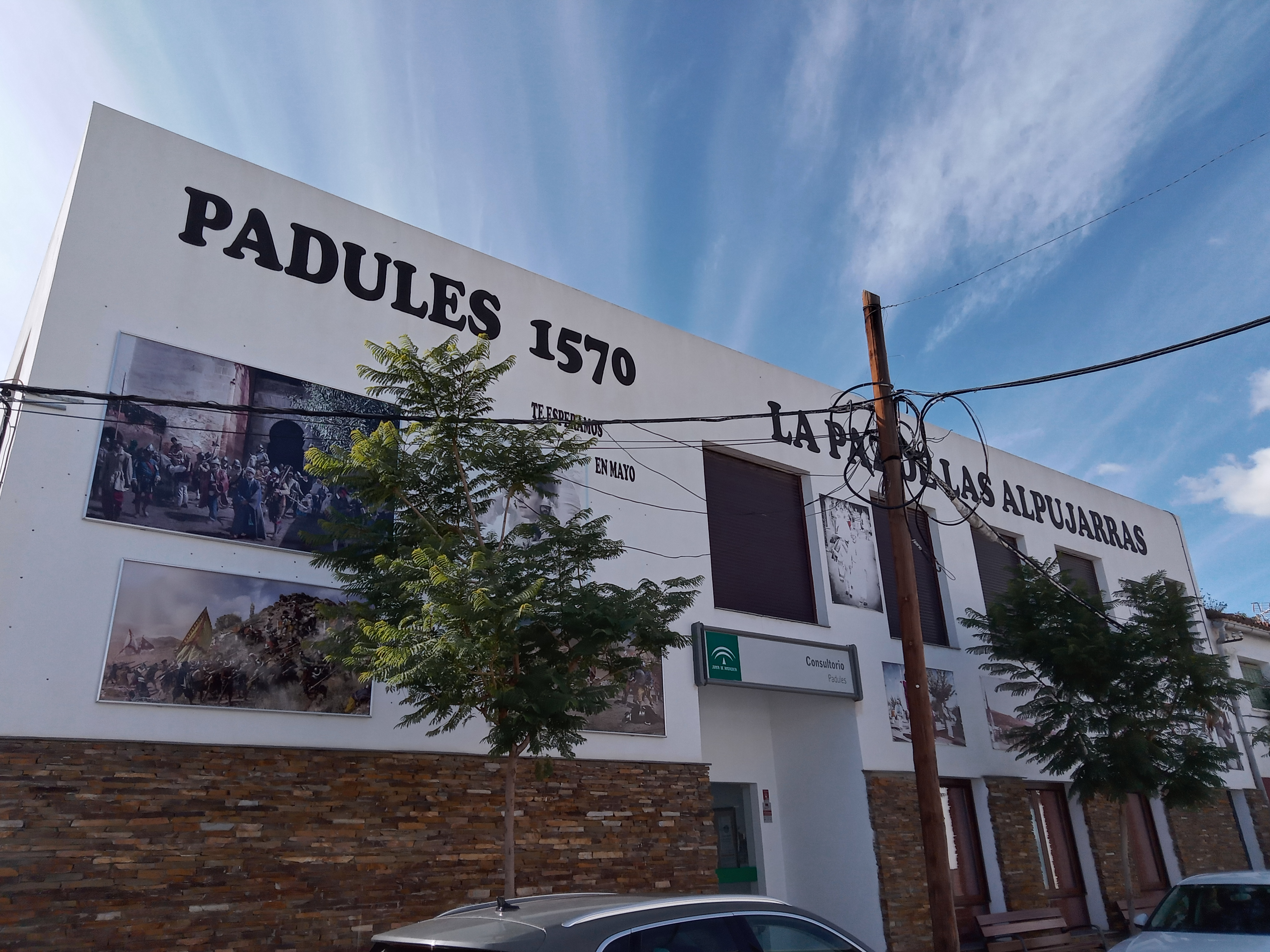
Edificio del consultorio médico y del alojamiento rural.

### Sanidad
El municipio dispone de un consultorio que presta servicio de lunes a viernesy farmacia.
También cuenta con un centro de estancias diurnas, «El Olivo», para mayores y necesitados del municipio y de otros cercanos.

### Educación
En el municipio se encuentra el Colegio Público Rural Valle del Andarax, de estudios de primaria.

### Alojamientos
El municipio cuenta con albergue y alojamiento rural, sobre el consultorio médico.

### Culturales
El pueblo cuenta con un Teatro Municipal equipado con sonido, iluminación y aire acondicionado tanto para verano como para invierno, donde se realizan diversas actividades tanto de representaciones teatrales, como charlas, etc.

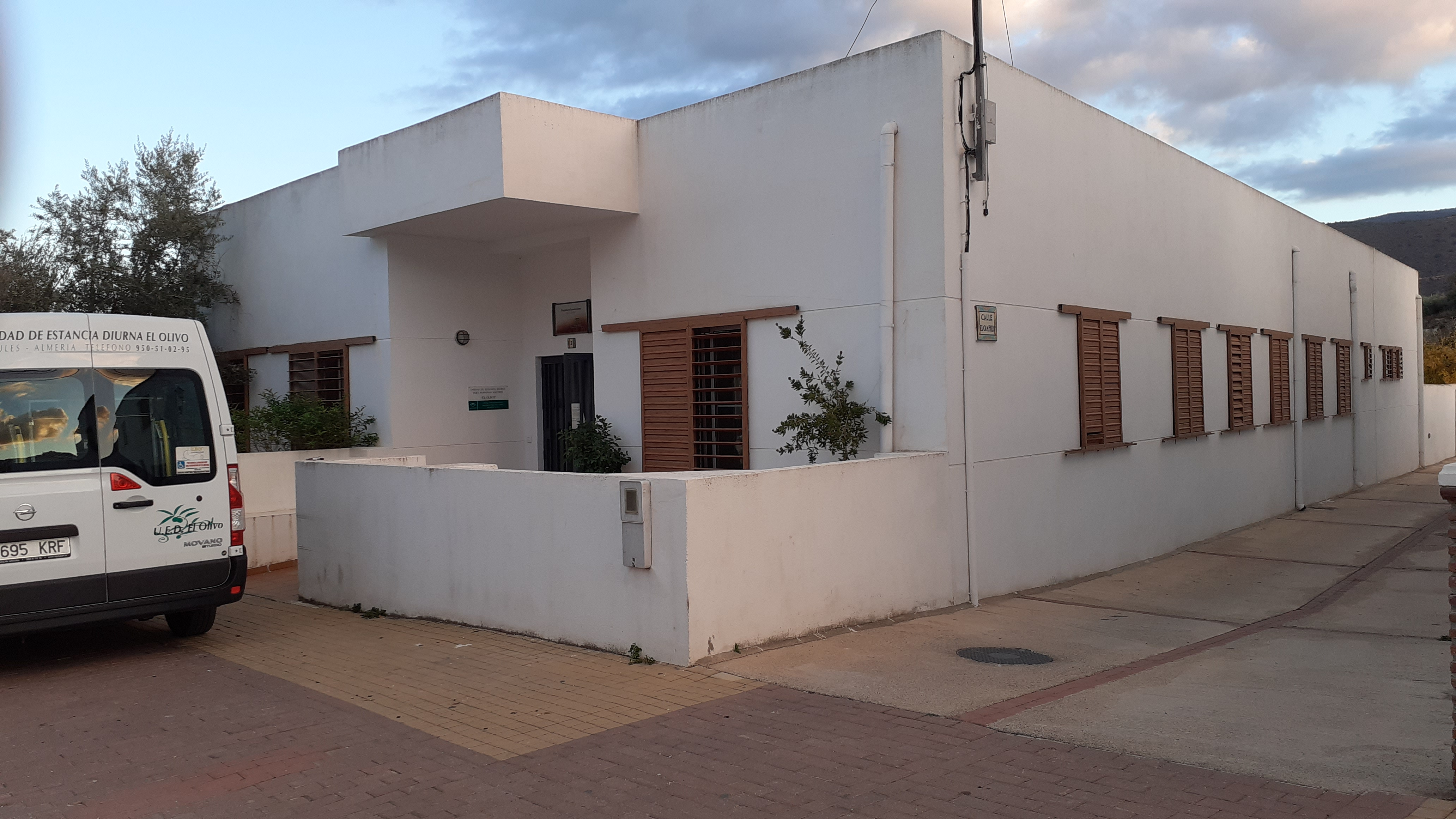
Centro de estancias diurnas el Olivo
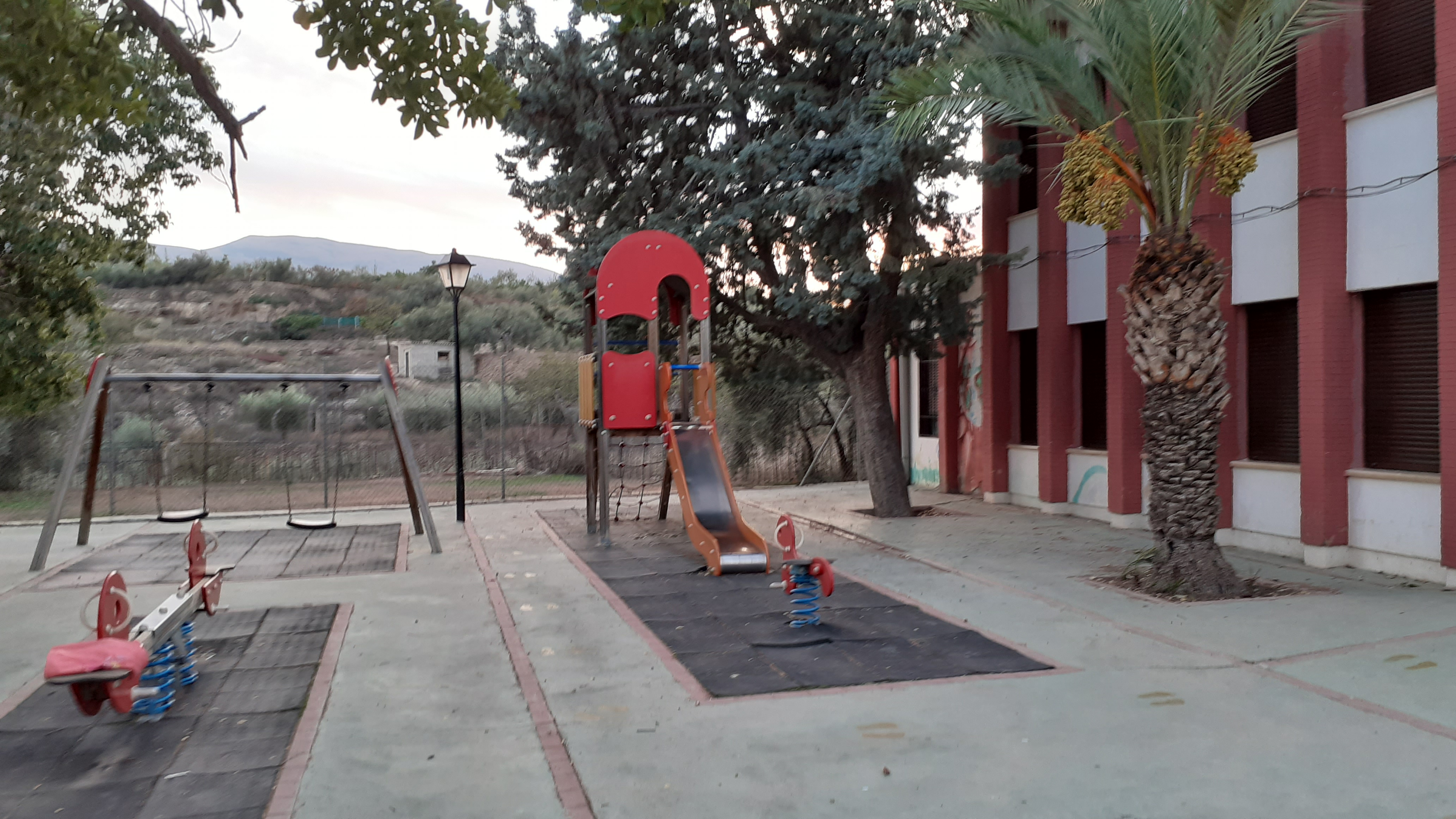
Colegio Rural Agrupado Valle del Andarax
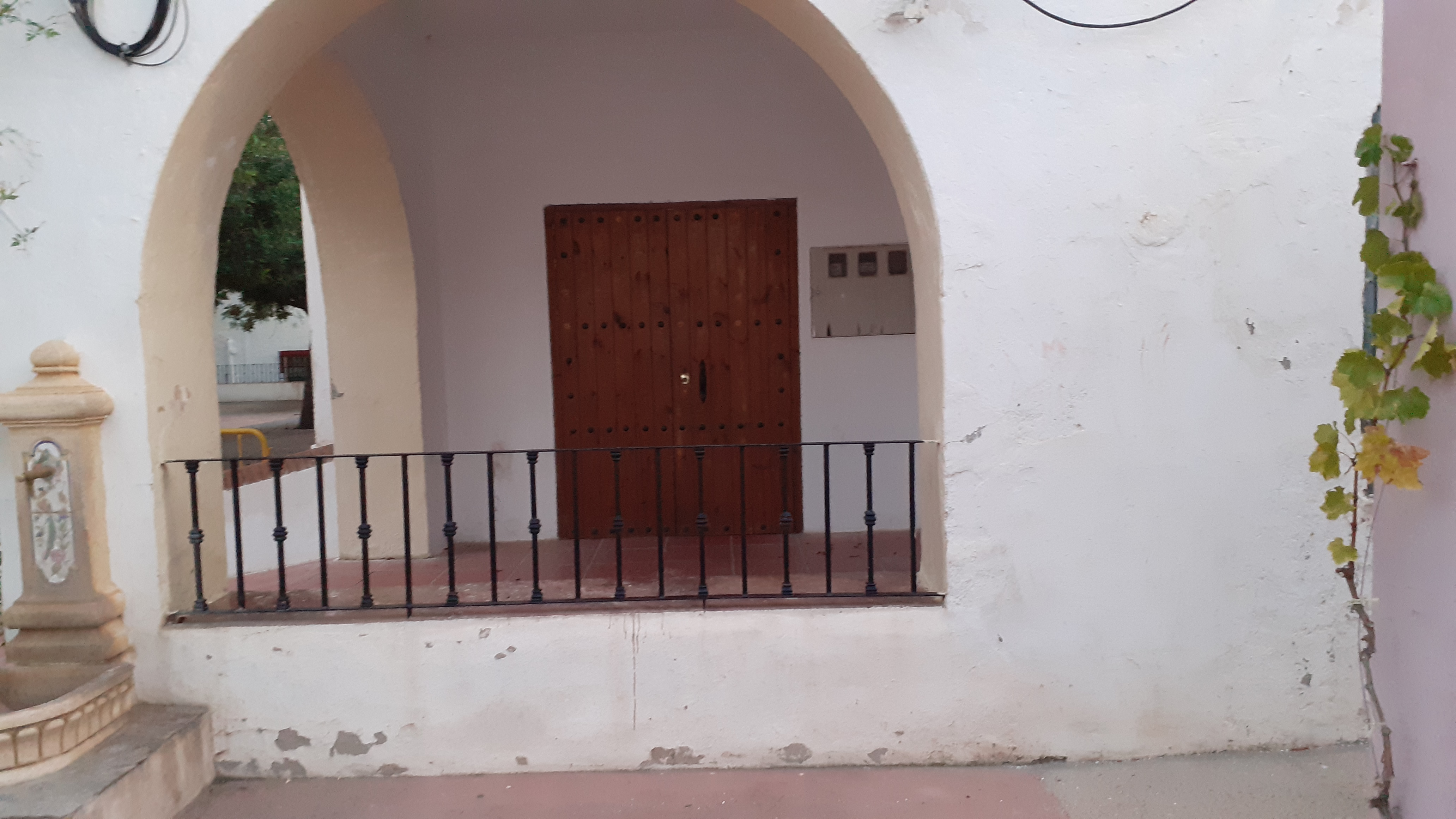
Teatro municipal

## Cultura

### Patrimonio

#### Iglesia de Santa María La Mayor

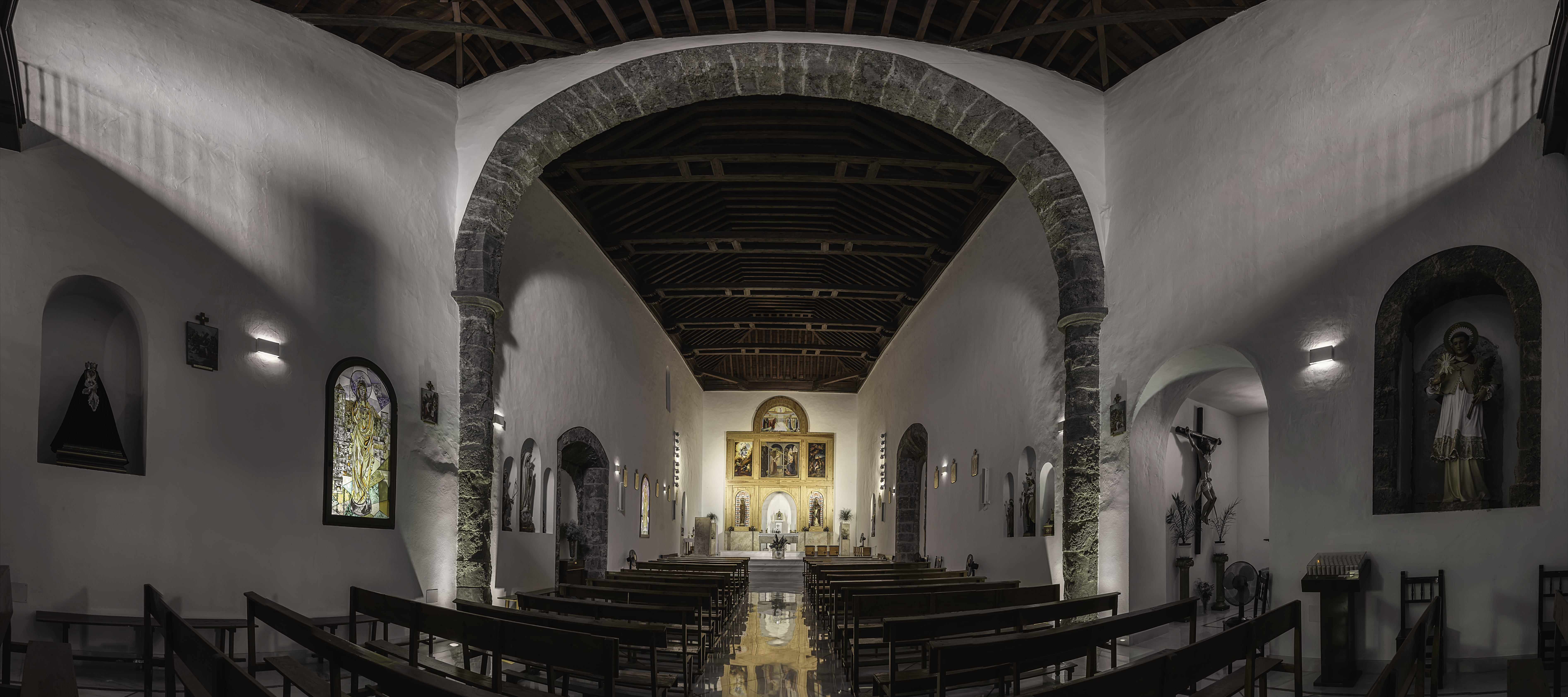

Del siglo XVI, la Guerra de las Alpujarras ocasionó la destrucción de sus objetos litúrgicos, cosa que volvió a ocurrir en la Guerra Civil. A principios del XIX un terremoto hizo caer la torre sobre el altar mayor, y en 1890 se le invirtió su orientación.

#### Cruz de la Paz de las Alpujarras

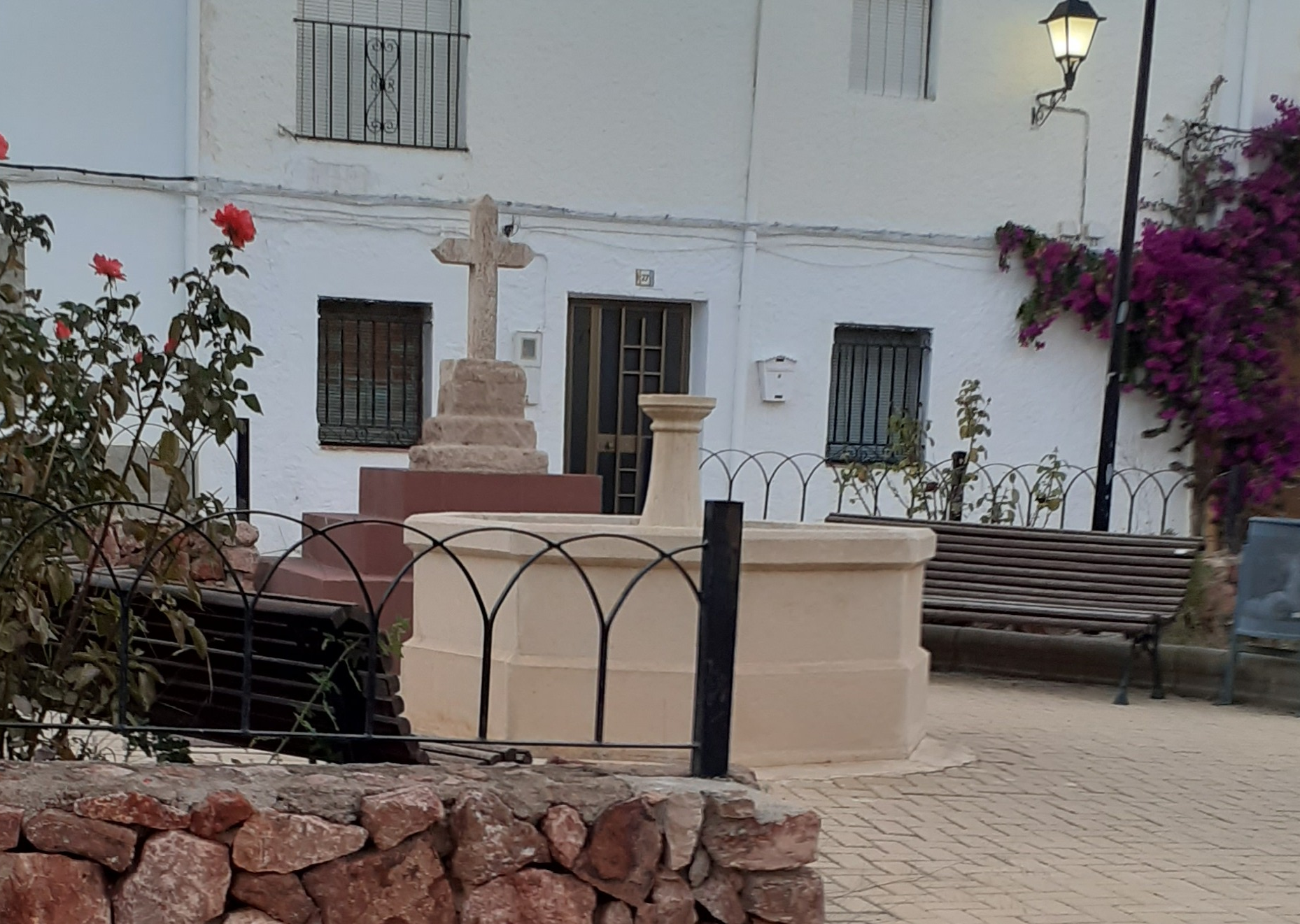
Cruz de la Paz de las Alpujarras

Conmemora la paz acordada entre Juan de Austria y Habaqui, emisario del rey de los moriscos, Aben Ado, y fue realizada tras  este acuerdo. Su situación no es la original.

### Tradiciones

#### La Paz de las Alpujarras

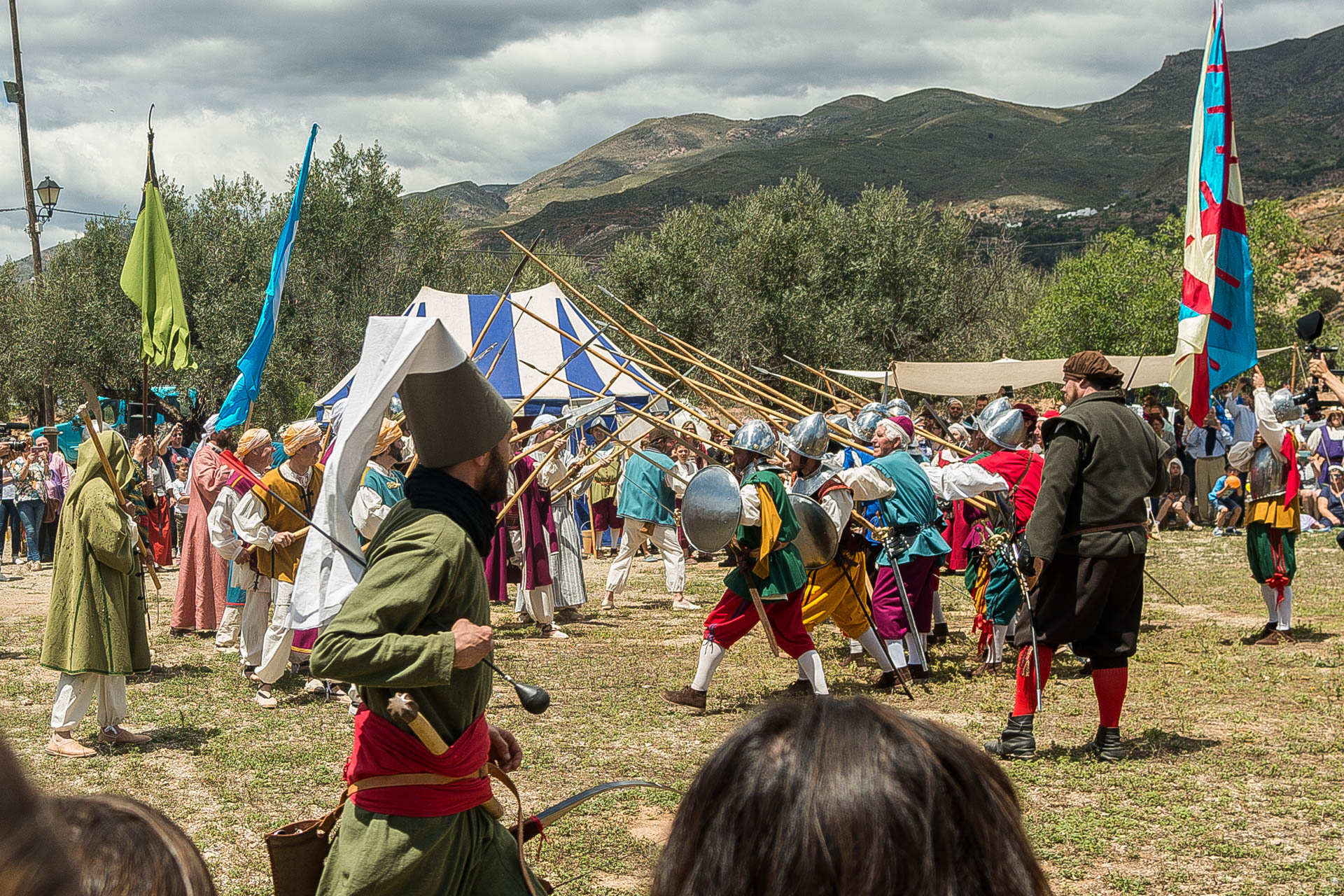
Recreación de La Paz de Las Alpujarras

Desde el año 2013 en el mes de mayo el pueblo de Padules lleva a cabo la Recreación Histórica de la Paz de la Alpujarra. Un hecho histórico ocurrido en Padules en mayo de 1570, donde las tropas moriscas con su capitán Al Habaquí, por orden de su autoproclamado rey de los moriscos Abén Aboo, rinde armas y bandera, ante el Capitán del ejército cristiano Don Juan de Austria, hermanastro del rey Felipe II, acto que pone fin a la Guerra de las Alpujarras (1568-1571). En 2021 dicha Recreación se celebra en el mes de octubre ya que por la Pandemia no se pudo realizar en mayo, así como en 2020 no se llevó a cabo la Recreación por el mismo motivo, únicos años en los que se ha visto alterado la fecha de realización. La rigurosidad en las formas, vestimenta, armamento y demás complementos, y la seriedad en su ejecución, son las características principales de esta Recreación que realizan los vecinos de Padules.
El Libro de Geromín, dice textualmente: 

«Ese mismo día partió don Juan de Austria de Padules»

y describe como Al Habaquí rinde armas y banderas ante D. Juan de Austria:

«fue a echarse a sus pies diciendo, misericordia Señor, misericordia conceda vuestra alteza en nombre de su Majestad y perdón de nuestras culpas» [y] «pidió para Abén Abbo y para los amigos y para si mismo que todas se le concedieron, partió aquel día para los Padules, llevando consigo a Alonso de Velasco y trescientos escopeteros».

Para el evento se preparan con mucho rigor histórico trajes de la época que D. Francisco Martínez Botella, sastre de indumentaria tradicional e histórica, realiza para los vecinos de pueblo, haciendo que la mayoría de la población acabe vestida ese día del siglo XVI, unos de cristianos ricos, otros de cristianos pobre y otros de moriscos. Con joyas históricas como el Toisón de oro de D. Juan de Austria y bisutería para el pueblo morisco y cristiano.
A partir del 2014 se empieza a recrear el campamento con la vida cotidiana y militar de esa época junto con la representación de la Reducción del hecho histórico en el que rinden bandera y armas los moriscos. En la vida militar que se recrea durante esos días hay ejercicios militares (batalla entre moros y cristianos, alardes militares, ejercicios de picas, arrestos y fusilamientos, tiro con arco, etc.); otra de las actividades dentro del campamento es el pago a los soldados con réplicas de monedas bañadas en oro del reinado de Felipe II.
En la vida cotidiana, en el 2019 se fabricó un horno de leña de la época (hecho a mano por D. Manuel Bueno Lucas, vecino de Padules y colaborador), en el que se realizan comidas propias del siglo XVI. Uno de los recreadores especialista en cocina histórica, enseña a realizar dichas comidas. Este horno histórico se encuentra en el campamento en la zona de la taberna.
En el Campamento también se puede visitar el pabellón de don Juan de Austria (con su escudo original pintado a mano y sus banderas con las cruz de S. Andrés, hechas también a mano por el sastre de indumentaria histórica) juntos a la tienda de sus soldados, con sus armaduras y armamento, todo hecho por un armero con el rigor de la época. También la tienda del Habaquí junto a su tropa. Tanto en el lado cristiano como en el morisco decorado con mueble, telas, utensilios, juegos de mesa (damas, ajedrez, cartas, juego de la ruleta) todo hecho a mano por un recreador.
Otras de las actividades que se realizan en esos días son bailes de la época asesorados por la recreadora Mariam, previamente ensayados.
Esos días vienen de distintos lugares de España, Italia y EE. UU. recreadores con su indumentaria del siglo XVI, que asesoran y ayudan a los lugareños.

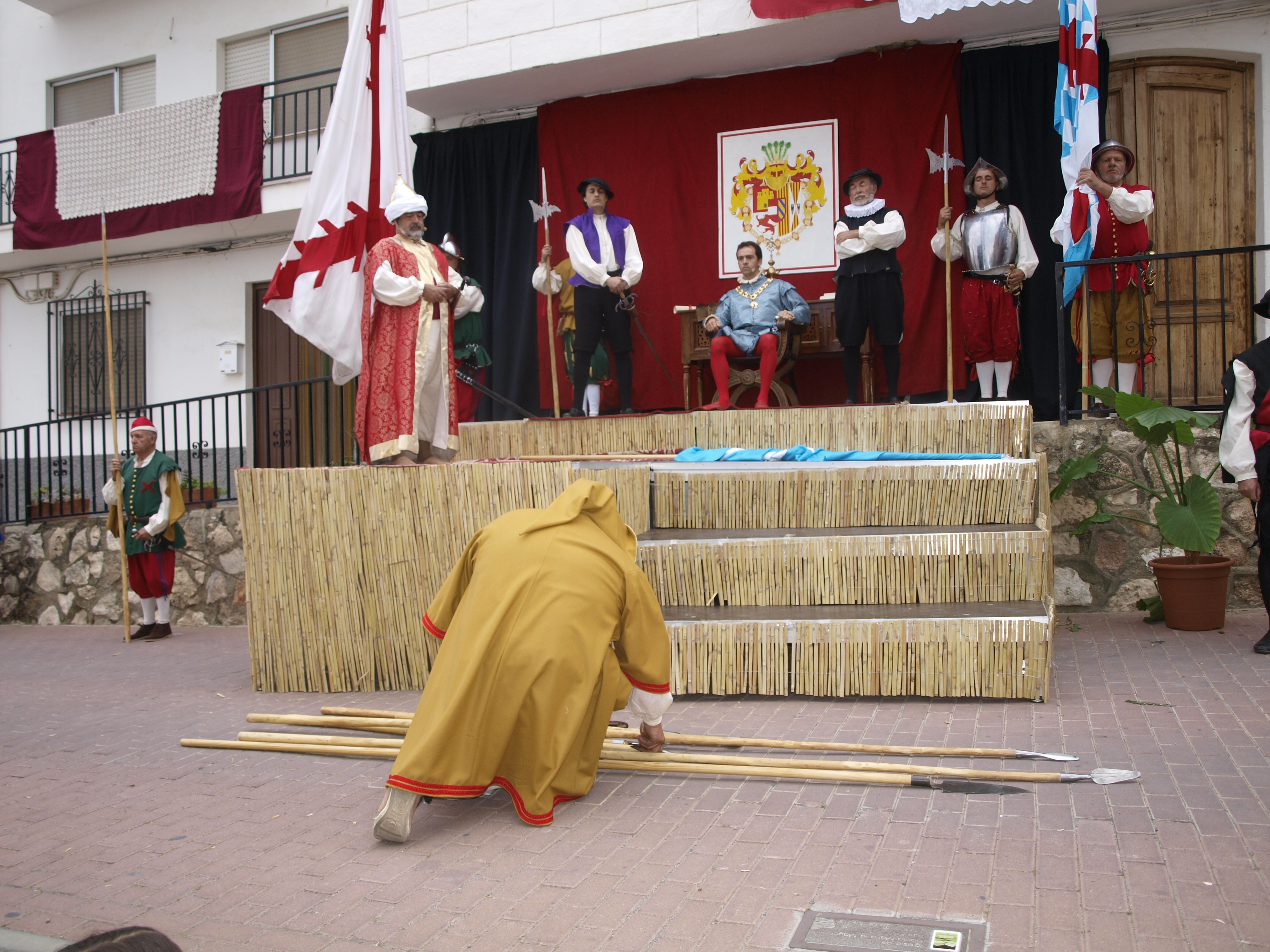
I Recreación Histórica de la Paz de las Alpujarras (2013)
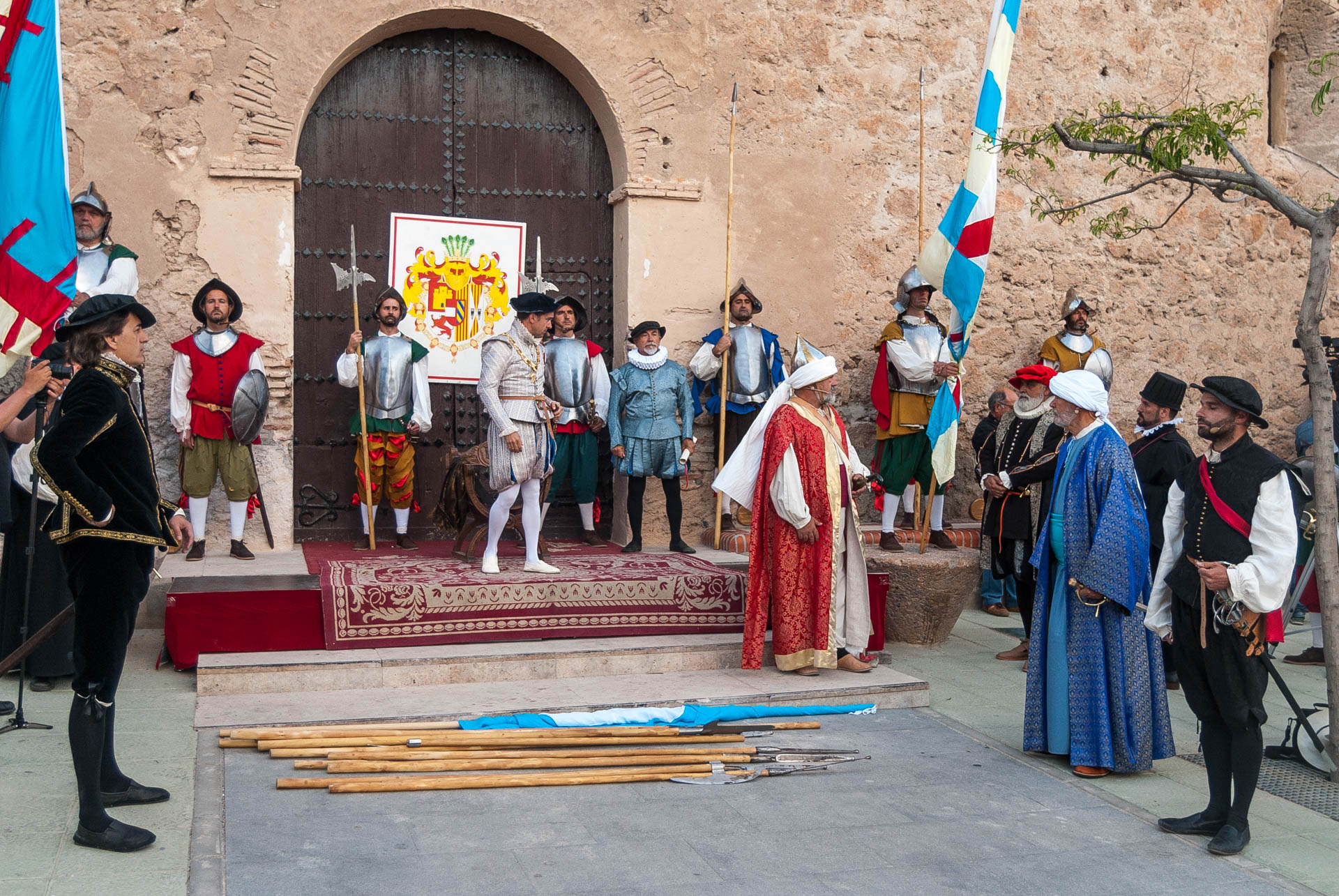
IV edición (2016)
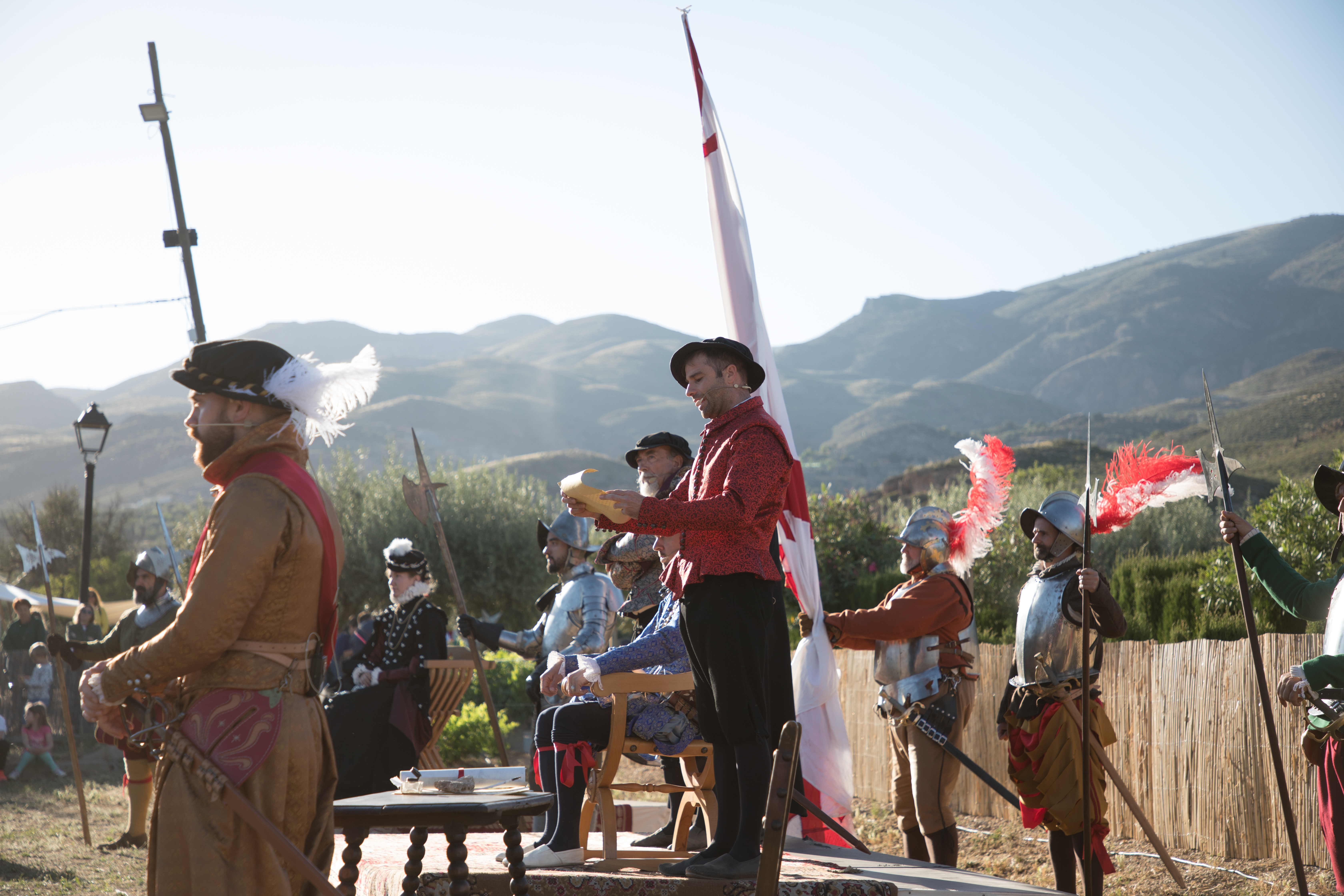
VII edición (2019)
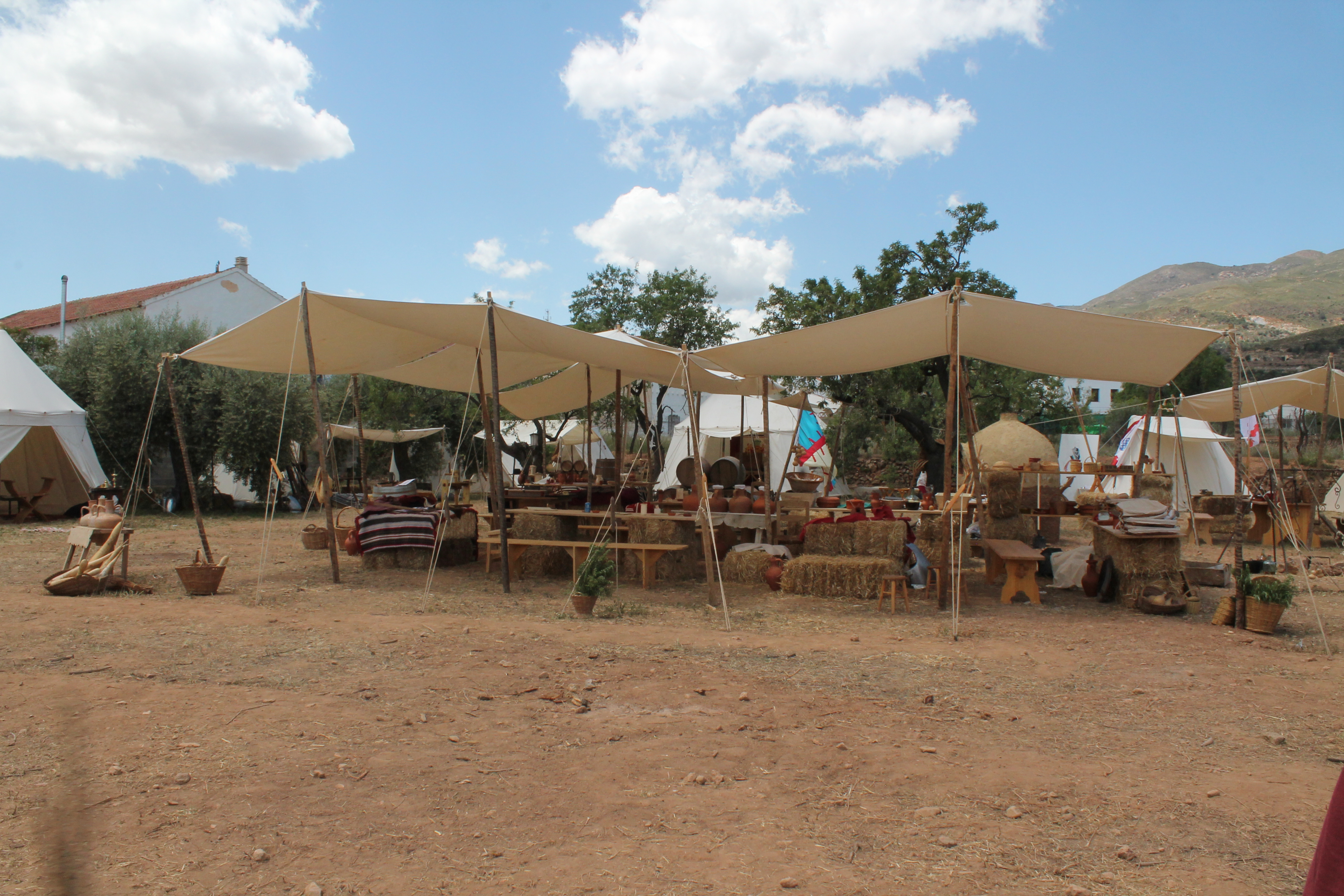
Campamento
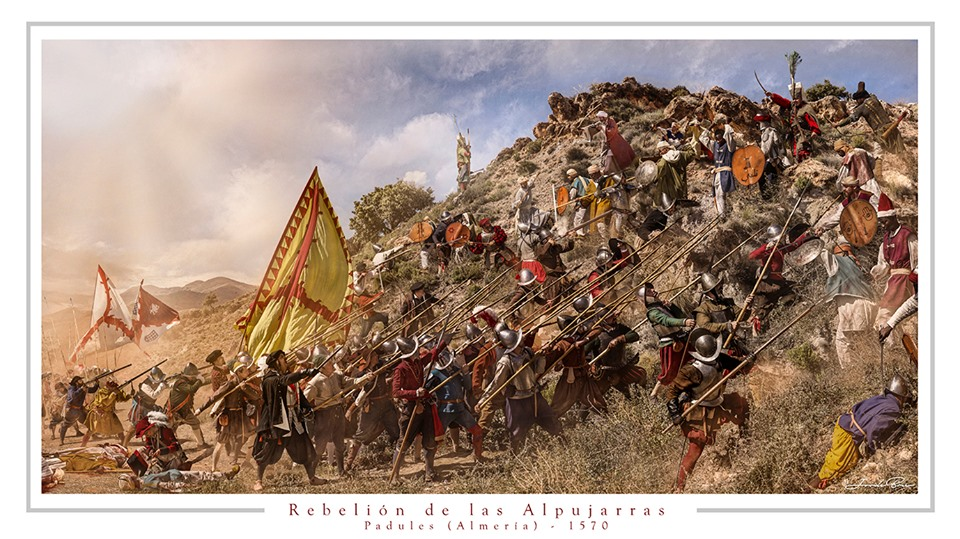
Recreación de batalla

### Eventos Culturales
El XXIII Festival de Música Tradicional de la Alpujarra, celebrado en 2004, tuvo lugar en Padules.

#### Fiestas
Las fiestas patronales se celebran en torno al 17 de enero las fiestas en honor a San Antón, patrón del pueblo, se suele desarrollar en el fin de semana más cercano a esa fecha, realizándose el viernes por la tarde el tradicional chisco de San Antón con las ascuas del chisco se asan chorizos, morcillas, chistorras, etc, para todos los asistentes. Se hacen dos procesiones una en honor de San Antón y otra de San Ramón. También es tradicional el concurso de zurraches, vinos jóvenes ligeros y de baja graduación alcohólica, elaborados por los vecinos del municipio, con premios al mejor vino tinto y al mejor vino blanco.
El primer fin de semana de agosto se celebran las fiestas en honor a Santa María la Mayor, nombre de la Iglesia parroquial.
El segundo fin de semana de septiembre se celebra la Virgen de los Desamparados, con la Romería de los tres pueblos, que une Almócita, Padules, y Benites, con la procesión de la Virgen desde el primer municipio hasta la ermita en la carretera a Benites.

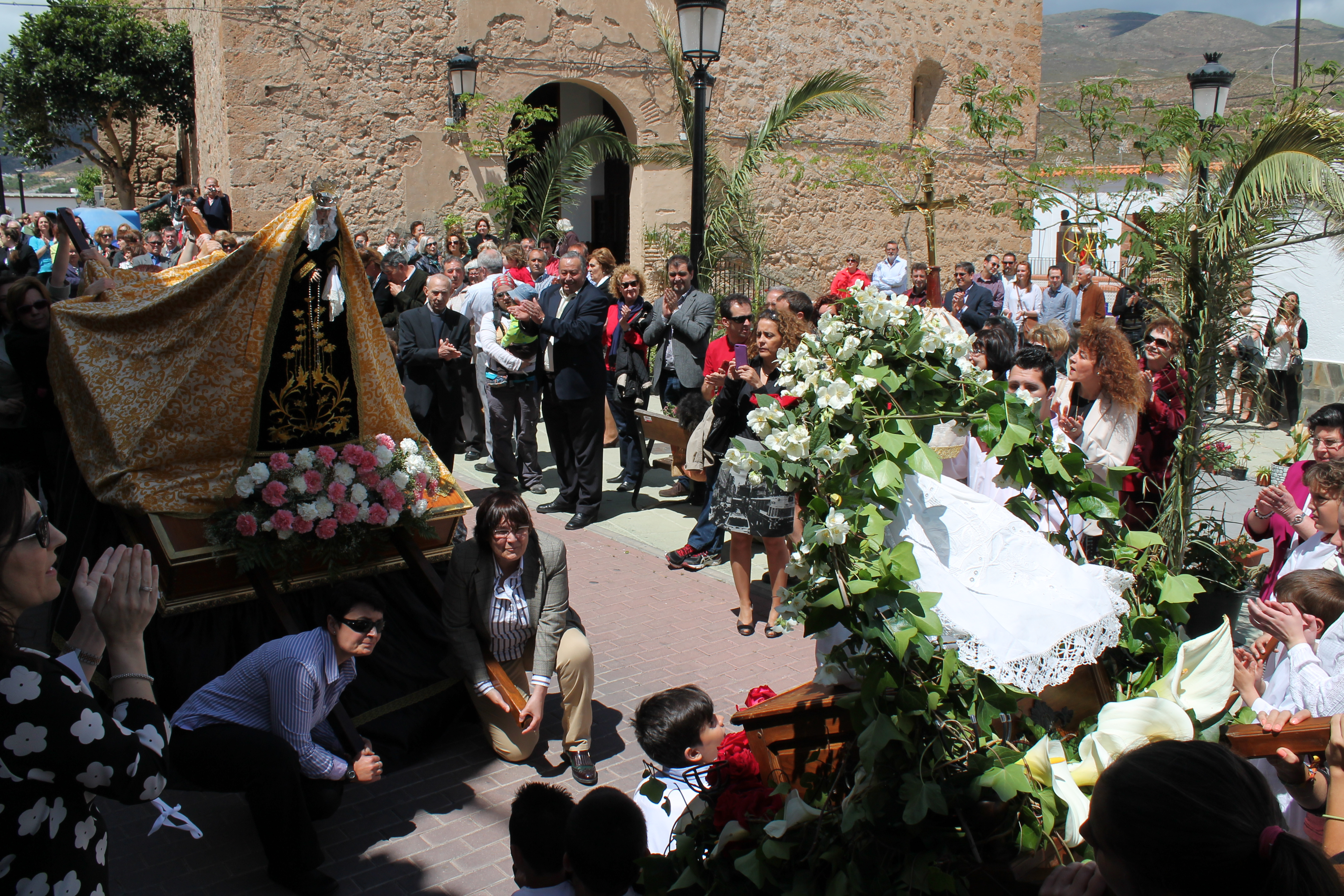
Procesión del Resucitaillo

#### Semana Santa
Es tradicional en el municipio el Viernes Santo sacar en procesión a la Virgen de La Soledad, acompañada por la Banda Municipal PAO, compuesta por miembros de Padules, Almócita y Ohanes.
El Domingo de resurrección se celebra «El Resucitaillo», con una procesión en la que salen de la Iglesia con el niño Jesús y la Virgen de la Soledad vestida de negro, pero cada uno lleva un recorrido distinto, llegando de nuevo los dos a la plaza de la Iglesia pero la Virgen en ese momento con un manto claro ya que se le quita entre tanto el manto negro, y en el encuentro con Cristo Resucitado hacen ambos inclinaciones, conforme se van acercando de nuevo otra inclinación y una tercera inclinación ya uno frente a otro, empezando justo en ese momento a replicar las campanas de la iglesia, y ya juntos se hace la procesión normalmente acompañados por la banda de música PAO. La noche del sábado al domingo los jóvenes del pueblo adornan la plaza con macetas (que previamente han cogido prestadas a los vecinos), palmas,... de forma que el domingo de resurrección amanece la plaza engalanada para la ocasión.

### Gastronomía

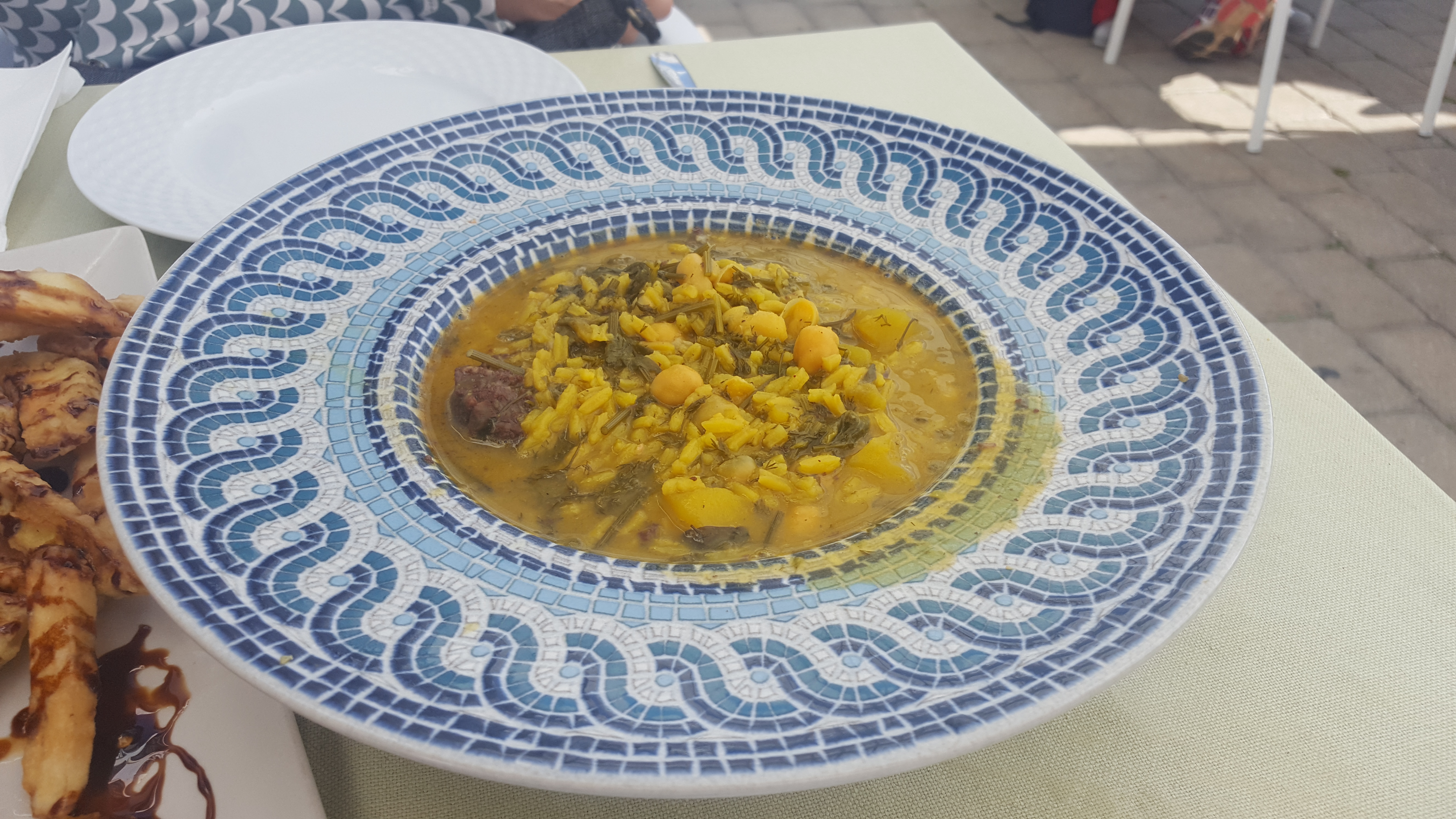
Puchero de hinojos

Entre los platos típicos, destacan como es habitual en la Alpujarra almeriense los guisos, como el potaje de hinojos, el potaje de trigo pelado, el potaje de acelgas, otros platos consistentes como los gurullos, las gachas, así como los platos de caza, como los orejones con nabos,  la fritada de conejo, el revuelto de collejas, la chuletilla al ajillo.
Por otra parte, al ser una tierra de vinos, sobresalen sus vinos claretes, provenientes de bodegas como Barea y Antonio Jiménez, mientras que entre sus dulces encontramos los gurullos, merengues, soplillos, pan dormido, pan de mosto, procedentes de las tradiciones musulmanas.